# Augustin Challamel

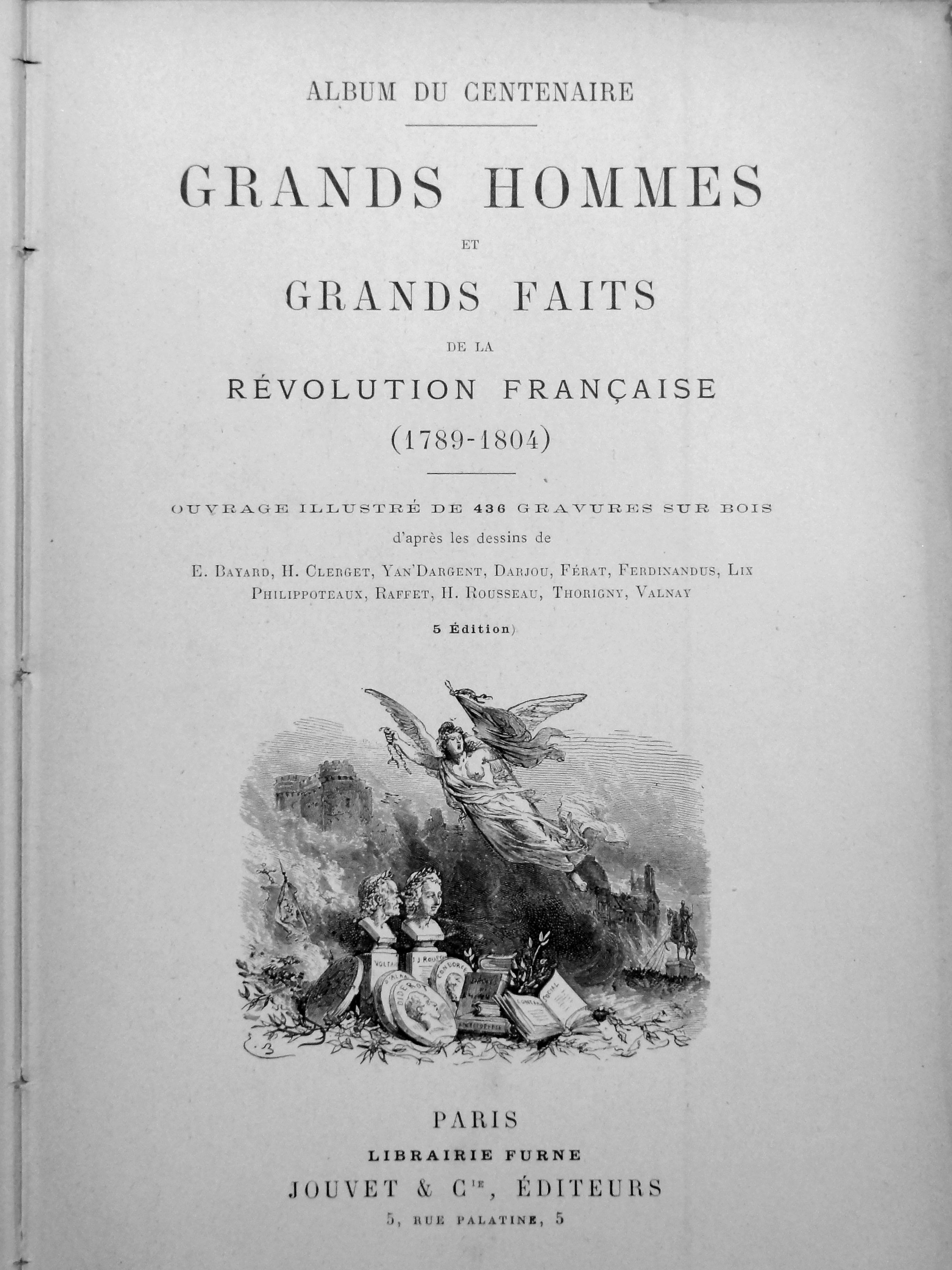
Challamel et Désiré Lacroix : Album du Centenaire (1889), frontispice.

Jean Baptiste Marie Augustin Challamel, né le 18 mars 1818 à Paris où il est mort le 19 octobre 1894, est un historien français, libraire, conservateur de la bibliothèque Sainte-Geneviève, auteur de nombreux ouvrages d’histoire.

## Biographie
Ses écrits se composent principalement d’ouvrages de vulgarisation, qui rencontrèrent un grand succès. La valeur de certains de ses ouvrages était renforcée par de nombreuses illustrations, comme son Histoire-musée de la Révolution française, paru en 50 numéros en 1841-1842 (3e éd. en 72 n°, 1857-1858) ; Histoire de la mode en France, la toilette des femmes depuis l’époque gallo-romaine jusqu’à nos jours (1874, avec 12 planches, nouvelle éd., 1880, avec 21 planches en couleurs).
Ses Mémoires du peuple français (1865-1873) et La France et les Français à travers les siècles (1882) ont le mérite de compter parmi les premiers livres rédigés sur l’histoire sociale de la France. En ce sens, Challamel a fait, même si c’est sans grande originalité, œuvre de pionnier.
En 1889, il publie avec Désiré Lacroix : Album du Centenaire. Grands hommes et grands faits de la Révolution française (1789-1804), avec 436 gravures sur bois, dont 300 portraits avec des biographies sommaires.   
Il présida le comité de la Société des gens de lettres et a signé quelques-uns de ses écrits sous le pseudonyme de « Jules Robert ».

## Distinctions
- Chevalier de la Légion d'honneur (décret du 14 juillet 1880)
- Lauréat du prix Thérouanne (1871)

## Œuvres
- 1839 Les plus jolies tableaux de Teniers, etc..
- 1840 Album du salon de 1840.
- 1841 Les Merveilles de la France.
- 1841-1842 Histoire-Musée de la République française depuis l'Assemblée des notables à l'Empire, 1789-1804.
- 1841 Saint-Vincent de Paul.
- 1843 Les français sous la Révolution, avec Wilhelm Ténint, illustré par Henri Baron, gravures de Léopold Massard.
- 1843 Un été en Espagne.
- 1851 Isabelle Farnèse.
- 1852 Histoire de France.
- 1859 Le Rosier (drame)
- 1860 Histoire du Piémont et de la maison de Savoie.
- 1860 Histoire anecdotique de la Fronde, 1643-1653.
- 1860 Histoire inédit des papes depuis saint Pierre à nos jours.
- 1861 Histoire populaire des papes depuis saint Pierre à la proclamation du royaume d'Italie.
- 1861 La régence galante.
- 1862 Les grands capitaines amoureux.
- 1863 Le roman de la plage.
- 1865-1873 Mémoires du peuple français depuis son origine à nos jours, 8 volumes, prix Thérouanne de l'Académie française en 1871.
- 1873 L'ancien boulevard du Temple.
- 1874  Histoire de la mode en France, Bureau du Magasin des Demoiselles.
- 1875 Les amuseurs de la rue.
- 1875 Le roi d'une île déserte.
- 1877 Les légendes de la place Maubert.
- 1879 Les revenants de la place de Grève.
- 1880 Colbert.
- 1883 La France et les Français à travers les siècles, 2 volumes.
- 1883 Précis d'histoire de France.
- 1884 Récits d'autrefois
- Souvenirs d’un hugolâtre : la Génération de 1830, Paris, Éditions Jules Lévy, 1885, 358 p.   (Wikisource)
- 1886 Histoire de la liberté en France depuis les origines à 1789.
- 1886 Histoire de la liberté en France depuis 1789 à nos jours.
- 1887 La France à vol d'oiseau au moyen âge.
- 1888 Velléda.
- 1889 Album du Centenaire. Grands hommes et grands faits de la Révolution Française. Avec D. Lacroix.
- 1894 Vive la patrie !.
- 1895 Les clubs contre-révolutionnaires.

## Sources
- (en) The Encyclopædia Britannica: a dictionary of arts, sciences, literature and general information, éd. Hugh Chisholm, vol. 5, Cambridge University Press, 1910, p. 807.
- Hugo P. Thieme, Guide bibliographique de la littérature française de 1800 à 1906, Paris, H. Welter éditeur, 1907.